# Bezirk (Bayern)

Die 7 Bezirke Bayerns

Ein Bezirk ist im Freistaat Bayern eine als dritte kommunale Ebene über den Gemeinden (erste Ebene) und Kreisen (zweite Ebene) eingerichtete kommunale Gebietskörperschaft. Der Begriff wird in Artikel 1 der Bezirksordnung für den Freistaat Bayern wie folgt definiert:

„Die Bezirke sind Gebietskörperschaften mit dem Recht, überörtliche Angelegenheiten, die über die Zuständigkeit oder das Leistungsvermögen der Landkreise und kreisfreien Gemeinden hinausgehen und deren Bedeutung über das Gebiet des Bezirks nicht hinausreicht, im Rahmen der Gesetze selbst zu ordnen und zu verwalten.“

Diese Ebene gibt es in Deutschland außer in Bayern noch zum Beispiel in der ehemals bayerischen Pfalz in Rheinland-Pfalz (siehe dazu unter Bezirksverband Pfalz) und in der Region Stuttgart in Baden-Württemberg, im weiteren Sinne (Höherer Kommunalverband) auch in Niedersachsen und in Nordrhein-Westfalen sowie in Hessen und Sachsen.

## Bezirk und Regierung
Die Gebiete von Bezirk und Regierung sind geographisch identisch. Die Bezirke in Bayern sind jedoch Selbstverwaltungskörperschaften und damit juristische Personen. Die Regierungen als staatliche Mittelbehörden handeln ausschließlich im Auftrag des Staates (sofern ihnen nicht Aufgaben vom jeweiligen Bezirkstag übertragen sind). Es macht daher einen Unterschied, ob z. B. „Der Bezirk Schwaben“ auftritt oder „Die Regierung von Schwaben“. In Verwaltungsvorschriften werden die Regierungen teilweise als „Bezirksregierung“ bezeichnet.

### Stellung des Regierungspräsidenten
Der Regierungspräsident wird im Benehmen mit dem Bezirkstag von der Staatsregierung ernannt. Er und seine Stellvertretung haben zu allen Sitzungen des Bezirkstags und seiner Ausschüsse Zutritt, zu denen er daher stets einzuladen ist. Der Regierungspräsident beruft die erste Sitzung des Bezirkstags nach seiner Neuwahl ein. Der Bezirkstag und seine Ausschüsse können das Erscheinen des Regierungspräsidenten verlangen.

### Die Verwaltung des Bezirks
Anders als bei den Landratsämtern, die gleichzeitig staatliche und kommunale Behörde sind („Janusköpfigkeit“), existieren in Bayern auf Ebene der Bezirke mit den Bezirksverwaltungen und den Regierungen zwei gesonderte Behörden. Zwischen den Behörden besteht jedoch ein Verwaltungsverbund. Der Bezirk und die Regierung schließen dazu eine Vereinbarung. Insbesondere stellt die Regierung dem Bezirk die leitenden Verwaltungsbeamten der Hauptverwaltung und der Sozialhilfeverwaltung sowie für weitere zentrale Verwaltungsaufgaben staatliche Dienstkräfte nach Maßgabe des Staatshaushalts zur Verfügung. Der Bezirkstag kann durch Beschluss im Benehmen mit der Regierung die Erfüllung von Verwaltungsaufgaben auf die Regierung übertragen.

### Das Bezirksgebiet
Das Gebiet, das einem Bezirk als kommunaler Gebietskörperschaft zugeordnet ist, heißt Bezirksgebiet. Das Bezirksgebiet besteht aus der Gesamtfläche der dem Bezirk zugeteilten Landkreise und kreisfreien Gemeinden. Das Gebiet des bayerischen Staates, für das eine Regierung zuständig ist, wird Regierungsbezirk genannt. Geographisch handelt es sich jeweils um dasselbe Gebiet.

### Historische Entwicklung
Die Begriffe Bezirk und Kreis wurden in Bayern historisch abweichend gebraucht. Vorläufer der heutigen (Regierungs-)Bezirke sind die Kreise, Vorläufer der heutigen Landkreise die Bezirksämter. Im Jahr 1819 bestand das Königreich Bayern nach dem Wiener Kongress und seinen Folgeverträgen aus acht Kreisen, die nach französischem Vorbild nach Flüssen benannt waren, dem Isarkreis, dem Unterdonaukreis, dem Regenkreis, dem Obermainkreis, dem Rezatkreis, dem Untermainkreis, dem Oberdonaukreis und dem Rheinkreis. Diese historischen Kreise entsprechen heute – flächenmäßig weitgehend identisch – den Verwaltungsbezirken Oberbayern, Niederbayern, Oberpfalz, Oberfranken, Mittelfranken, Unterfranken und Schwaben. Der Rheinkreis („Rheinbayern“, später „Rheinpfalz“) ging in Folge der geschichtlichen Ereignisse zum größten Teil im heutigen Bundesland Rheinland-Pfalz, in seinen westlichen Teilen (Homburg; Blieskastel) im heutigen Bundesland Saarland auf.

## Die sieben Bezirke in Bayern
| Lage | Wappen | Flagge | Bezirk        | Hauptstadt | Bezirkstag                   | AGS | Abk.  | Fläche in km² | Einwohner (31.12.2020) | Einwohner pro km² |
| ---- | ------ | ------ | ------------- | ---------- | ---------------------------- | --- | ----- | ------------- | ---------------------- | ----------------- |
|      |        |        | Oberbayern    | München    | Bezirkstag von Oberbayern    | 091 | OB    | 17.529,63     | 4.719.716              | 269               |
|      |        |        | Niederbayern  | Landshut   | Bezirkstag von Niederbayern  | 092 | NB    | 10.329,91     | 1.247.063              | 121               |
|      |        |        | Oberpfalz     | Regensburg | Bezirkstag der Oberpfalz     | 093 | OPf.  | 9.691,03      | 1.112.267              | 115               |
|      |        |        | Oberfranken   | Bayreuth   | Bezirkstag von Oberfranken   | 094 | Ofr.  | 7.231,00      | 1.062.085              | 147               |
|      |        |        | Mittelfranken | Ansbach    | Bezirkstag von Mittelfranken | 095 | Mfr.  | 7.244,85      | 1.775.704              | 245               |
|      |        |        | Unterfranken  | Würzburg   | Bezirkstag von Unterfranken  | 096 | Ufr.  | 8.530,99      | 1.317.507              | 154               |
|      |        |        | Schwaben      | Augsburg   | Bezirkstag von Schwaben      | 097 | Schw. | 9.992,03      | 1.905.841              | 191               |
|      |        |        | Bayern        | München    |                              | 09  | BY    | 70.549,44     | 13.140.183             | 186               |

## Aufgaben der Bezirke
Die Bezirke nehmen jene Aufgaben wahr, die über die Zuständigkeit und das Leistungsvermögen der kreisfreien Städte und Landkreise hinausreichen. Sie schaffen öffentliche Einrichtungen, die für das soziale, wirtschaftliche und kulturelle Wohl der Bevölkerung notwendig sind. So sind sie zum Beispiel Träger psychiatrischer und neurologischer Fachkrankenhäuser, von Spezialkliniken, Fach- und Förderschulen und Freilichtmuseen. Ferner sind sie Träger der Eingliederungshilfe und der überörtlichen Sozialhilfe sowie zuständig für Angebote der Suchtberatung und den Krisendienst. In anderen Bundesländern werden diese Aufgaben teilweise zum Beispiel von den Landschaftsverbänden bzw. Landeswohlfahrtsverbänden erledigt.
Zu den Aufgaben als Träger der überörtlichen Sozialhilfe gehört (Art. 82 AGSG) die Gewährung von
- Hilfe zur Pflege und
- Blindenhilfe

sowie in (teil-)stationären Einrichtungen oder zusammen mit Hilfe zur Pflege oder Leistungen der Eingliederungshilfe
- Hilfen zur Gesundheit,
- Hilfe zur Überwindung besonderer sozialer Schwierigkeiten und
- Hilfe in anderen Lebenslagen

und – im Zusammenhang mit den oben genannten Leistungen – die Gewährung von
- Hilfe zum Lebensunterhalt und
- Grundsicherung im Alter und bei Erwerbsminderung.

Im Bereich der Jugendhilfe sind die Bezirke zuständig für die Förderung der Jugendbildungsstätten sowie der Bezirksjugendringe und der anderen Träger der freien Jugendarbeit. Die Erfüllung der weiteren Aufgaben der überörtlichen Jugendhilfe obliegt dem Freistaat Bayern.
Auf Antrag von Landkreisen und kreisfreien Gemeinden können die Bezirke deren Aufgaben des eigenen Wirkungskreises übernehmen, wenn und solange diese das Leistungsvermögen der beteiligten Landkreise und kreisfreien Gemeinden übersteigen.

## Organe
Die Organe des Bezirks sind der Bezirkstag, der Bezirksausschuss und der Bezirkstagspräsident sowie ggf. die weiteren beschließenden Ausschüsse (Art. 21 Bezirksordnung – BezO).

### Bezirkstag
Der Bezirkstag ist die Vertretung der Bezirksbürger. Er entscheidet über die Angelegenheiten, die er nicht dem Bezirksausschuss, einem anderen beschließenden Ausschuss oder der Regierung übertragen hat, und überwacht die gesamte Bezirksverwaltung. Angelegenheiten grundsätzlicher Natur kann der Bezirkstag nicht auf einen Ausschuss übertragen. Der Bezirkstag entscheidet insbesondere über
- die Satzungen und Verordnungen des Bezirks,
- die Festsetzung öffentlicher Abgaben und Gebühren,
- die Haushaltssatzung und den Finanzplan,
- über Unternehmen des Bezirks und
- in Angelegenheiten der Eigenbetriebe des Bezirks.

Der Bezirkstag besteht aus den ehrenamtlich tätigen Bezirkstagsmitgliedern (Bezirksräten). In den Bezirkstag sind so viele Bezirksräte zu wählen, als Landtagsabgeordnete nach dem Landeswahlgesetz auf den Bezirk treffen. Die Bezirkstage werden seit 1954 gemeinsam mit dem Bayerischen Landtag gewählt. Die Zahl der Bezirksräte liegt derzeit zwischen 17 (Oberpfalz) und 82 (Oberbayern). Eine explizite Sperrklausel gibt es nicht.
Der Bezirkstag entscheidet ausschließlich in Sitzungen, die im Regelfall öffentlich stattfinden und auch per Videokonferenz abgehalten werden können. Die Niederschrift von öffentlichen Sitzungen ist allen Bezirksbürgern zugänglich.

### Bezirksausschuss und weitere Ausschüsse
Der Bezirksausschuss ist ein in der Bezirksordnung vorgeschriebener Ausschuss. Dem Bezirksausschuss gehören neben dem Bezirkstagspräsidenten in Oberbayern zwölf und in den anderen Bezirken acht weitere Bezirksräte an. Er bereitet die Sitzungen des Bezirkstags vor und beschließt in den Angelegenheiten, die ihm vom Bezirkstag übertragen worden sind.
Der Bezirkstag kann weitere vorberatende oder beschließende Ausschüsse einrichten. Verpflichtend ist die Bildung des Rechnungsprüfungsausschusses und des Werkausschusses, wenn es einen Eigenbetrieb gibt. In der Bezirksordnung ausdrücklich erwähnt ist außerdem der Ferienausschuss, der gebildet werden kann, und für bis zu sechs Wochen die Aufgaben des Bezirkstags und der beschließenden Ausschüsse wahrnimmt (mit Einschränkungen).
Der Begriff Bezirksausschuss wird auch in der Gemeindeordnung verwendet und bezeichnet dort Ausschüsse, die in großen Städten für Stadtbezirke gebildet werden.

### Bezirkstagspräsident
Der aus der Mitte des Bezirkstags gewählte Bezirkstagspräsident vertritt den Bezirk nach außen. Er leitet die Sitzungen des Bezirkstags und des Bezirksausschusses. Er vollzieht die Beschlüsse des Bezirkstags und seiner Ausschüsse und erledigt die laufenden Angelegenheiten des Bezirks. Der Bezirkstagspräsident ist Ehrenbeamter des Bezirks; er nimmt diese Aufgabe also nebenberuflich wahr. Vor der Wahl 2023 gab es eine Diskussion darüber, ob es die Möglichkeit einer hauptamtlichen Tätigkeit geben soll. Ein entsprechender Antrag zur Änderung des Gemeinde- und Landkreiswahlgesetzes wurde im Landtag abgelehnt.
Der Bezirkstagspräsident ist zuständig für den Erlass dringlicher Verordnungen, sofern die Verordnung in den Aufgabenbereich der Bezirke fällt.

## Rechtsaufsicht und Fachaufsicht
Die Rechtsaufsicht über die Bezirke obliegt dem Staatsministerium des Innern, Sport und Integration. Das gilt auch für die Fachaufsicht, sofern keine anderen Reglungen bestehen.
Wenn die Bezirke ihre Aufgaben als Träger der Eingliederungshilfe oder der überörtlichen Sozialhilfe erfüllen, führt die jeweilige Regierung die Rechtsaufsicht und das Staatsministerium ist die obere Rechtsaufsichtsbehörde (Art. 80 Abs. 1 S. 3, 66d AGSG). Die Regierungen sind in diesem Fall auch Widerspruchsbehörde (Art. 80 Abs. 3, 66d AGSG). Maßgeblich für die Regierungen ist die Rechtsauslegung durch das Staatsministerium (Art. 91, 66d, 14 AGSG). Die Aufgabenwahrnehmung erfolgt im eigenen Wirkungskreis (Art. 80 Abs. 2, 66d AGSG), womit eine Fachaufsicht nicht besteht (Art. 91 Abs. 1 BezO), mit Ausnahme von Leistungen der Grundsicherung nach den vierten Kapitel des SGB XII (Art. 81 Abs. 2 AGSG).

## Bayerischer Bezirketag
Der Bayerische Bezirketag ist ein Zusammenschluss der sieben bayerischen Bezirke (bis 30. September 2013 „Verband der bayerischen Bezirke“). Es handelt sich um einen Kommunalen Spitzenverband, der seit dem 1. Januar 1990 ebenfalls den Status einer Körperschaft des öffentlichen Rechts hat.
Der (Bayerische) Bezirketag ist somit etwas anderes als der Bezirkstag des jeweiligen Bezirks.
Die Bezirkstage entsenden Bezirkstagsmitglieder in die Gremien (Vollversammlung, Hauptausschuss, Fachausschüsse) des Bayerischen Bezirketags. In den Fachausschüssen können auch Bedienstete der Bezirksverwaltungen mitwirken. Der Verband informiert und berät die Bezirke und vertritt ihre gemeinsamen Interessen.

## Geschichte
Das Königreich Bayern wurde 1808 in 15 Kreise eingeteilt, deren Namen sich nach Flüssen richteten. Ihre Bezeichnungen und ihr Gebietsumfang lauteten: Mainkreis (Bamberg), Pegnitzkreis (Nürnberg), Rezatkreis (Ansbach), Nabkreis (Amberg), Regenkreis (Regensburg und Straubing), Altmühlkreis (Eichstätt), Oberdonaukreis (Ulm), Lechkreis (Augsburg), Isarkreis (München), Salzachkreis (Burghausen), Unterdonaukreis (Passau), Illerkreis (Kempten mit Vorarlberg), Innkreis (Innsbruck), Eisackkreis (Brixen und Bozen) und Etschkreis (Trient). 1810 wurden sechs Kreise (Pegnitz, Nab, Altmühl, Lech, Eisack, Etsch), 1814 ein weiterer Kreis (Inn) aufgelöst. Nach dem Wiener Kongress wurde 1816 der Rheinkreis, die spätere Pfalz, als neuer Kreis gebildet, ebenso der Untermainkreis (Würzburg). Bis 1817 wurden aufgrund der Gebietsabtretungen weitere zwei Kreise (Iller und Salzach) aufgelöst, so dass bei der Verwaltungsneugliederung von 1817 nur noch acht Kreise bestanden. Diese erhielten 1838 anstelle der Flussnamen ihre Benennungen nach den alten Herzogtümern. Die neuen Bezeichnungen wurden später in die (abzüglich der Pfalz) noch heute bestehenden bayerischen Regierungsbezirke überführt.
Vorläufer der heutigen Bezirke als politische Vertretungsebene war 1816 bis 1820 der Generalrat, der nur im Rheinkreis existierte. Ab 1820 wurde der Landrat (nicht zu verwechseln mit dem heutigen politischen Amt) geschaffen, der ab 1828 auch im rechtsrheinischen Königreich Bayern eingeführt wurde. Von 1852 bis 1919 gab es Kreisgemeinden mit dem Landrat als Vertretungsgremium. Von 1919 bis 1933 wurden die heutigen Bezirke als Kreise bezeichnet; der Kreistag diente als Vertretungsgremium. Von 1933 bis 1945 lauteten die Bezeichnungen Bezirksverband und Bezirksverbandstag. Die seit 1946 verwendete Benennung für die dritte politische Ebene ist die heutzutage uneingeschränkt eingebürgerte Bezeichnung Bezirk bzw. Regierungsbezirk, obwohl in der Verfassung des Freistaates Bayern – der ursprünglichen Tradition geschuldet – noch von Kreisen die Rede ist.
Als selbständige dritte kommunale Ebene existieren die Bezirke seit der Bezirksreform von 1978 (siehe „Gesetz zur Stärkung der kommunalen Selbstverwaltung auf der Ebene der Bezirke“), mit der sie eigene Verwaltungen erhielten. Der Vollzug der Beschlüsse des Bezirkstags wurde auf den Bezirkstagspräsidenten übertragen.